# يوم مبائض
يوم مبائض هو أحد أيام العرب في الجاهلية، لبني شيبان على بني تميم.

حج طريف بن تميم العنبري التميمي، وكان رجلا جسيما يلقب مجدعا، وهو فارس قومه، ولقيه حمصيصة بن جندل الشيباني من بني أبي ربيعة، وهو شاب قوي شجاع، وهو يطوف بالبيت، فأطال النظر إليه، فقال له طريف: لم تشد نظرك إلي؟ قال حمصيصة: أريد أن أثبتك لعلي أن ألقاك في جيش فأقتلك. فقال طريف: اللهم لا تحول الحول حتى ألقاه! ودعا حمصيصة مثله، فقال طريف:

## المعركة
إن بني أبي ربيعة بن ذهل بن شيبان  وبني مرة بن ذهل بن شيبان كان بينهم شر وخصام فاقتتلوا شيئا من قتال، ولم يكن بينهم دم. فقال هانئ بن مسعود، رئيس بني أبي ربيعة، لقومه: إني أكره أن يتفاقم الشر بيننا، فارتحل بهم فنزل على ماء يقال له مبائض، وهو قريب من مياه بني تميم، فأقاموا عليه أشهرا، وبلغ خبرهم بني تميم، فأرسل بعضهم إلى بعض وقالوا: هذا حي منفرد وإن اصطلمتموهم أوهنتم بكر بن وائل.
واجتمعوا وساروا على ثلاثة رؤساء: أبو الجدعاء الطهوي على بني طهية، وفدكى بن أعبد المنقري على بني منقر، وطريف بن تميم على بني العنبر. فلما قاربوا بني أبي ربيعة بلغهم الخبر فاستعدوا للقتال، فخطبهم هانئ بن مسعود وحثهم على القتال، فقال: إذا أتوكم فقاتلوهم شيئا من قتال ثم انحازوا عنهم، فإذا اشتغلوا بالنهب فعودوا إليهم، فإنكم تصيبون منهم حاجتكم وصبحهم بنو تميم والقوم حذرون فاقتتلوا قتالا شديدا، وفعلت بنو شيبان ما أمرهم هانئ. فاشتغلت تميم بالغنيمة، ومر رجل منهم بابن لهانئ بن مسعود صبي فأخذه وقال: حسبي هذا من الغنيمة، وسار به وبقيت تميم مع الغنيمة والسبي. فعادت شيبان عليهم فهزموهم وقتلوهم وأسروهم كيف شاءوا، ولم تصب تميم بمثلها، ولم يفلت منهم إلا القليل، ولم يلو أحد على أحد، وانهزم طريف فاتبعه حمصيصة فقتله. واستردت شيبان الأهل والمال وأخذوا مع ذلك ما كان معهم، وفادى هانئ ابن مسعود ابنه بمائة بعير، وقال بعض شيبان في هذا اليوم:
وقال عمرو بن سواد يرثي طريفا: